# Onomàcrit
Onomàcrit (en grec antic  ̓Ονομάκριτος Onomácritos) va ser un poeta i crestòmata grec nascut a Atenes, que va viure al segle vi aC, i va ser autor de la més antiga poesia religiosa grega conservada.
Va ser client i col·laborador d'Hiparc que el va desterrar més tard per una interpolació en un oracle de Museu, segons la qual les veïnes illes de Lemnos s'enfonsarien al mar. Sembla que aquesta interpolació hauria disgustat al tirà grec perquè contrariava les pretensions d'Atenes sobre les regions properes de l'Hel·lespont. Marxà d'Atenes i se'n va anar a Pèrsia. Més tard els pisistràtides, expulsats del poder a Atenes el van tornar a agafar sota la seva protecció i el van enviar al rei Xerxes I de Pèrsia per pressionar per una expedició persa contra Atenes. Davant del rei recitava tots els antics oracles que afavorien l'empresa i silenciava els que n'eren contraris.
El relat d'Heròdot fixa la seva època vers el 520-485 aC. Se l'esmenta com a autor de diverses poesies en forma d'oracles. Algunes de les seves obres van ser atribuïdes a Orfeu i Museu, però molt possiblement eren obres seves. Més que un poeta era un sacerdot que preservava i recomponia els antics poemes religiosos.
A més de les seves activitats com a endeví, Onomàcrit era també un filòsof òrfic, autor d'uns Ὀρφικά (Orfiká) sobre cosmogonia i teogonia dels que se'n conserven alguns fragments. Pausànias diu que Onomàcrit va escriure poemes en honor de Dionís, on presentava els Titans com els autors dels sofriments del déu. També és conegut com un dels autors dels Himnes homèrics, i un escoli li atribueix la falsificació d'uns versos de l'Odissea.